# Kajika
Kajika (カジカ?) es un manga de Akira Toriyama que fue publicado en la revista Shōnen Jump entre la edición 32 y 44 del año 1998, y compilado en un único tankōbon. El volumen fue publicado en España por Planeta DeAgostini en septiembre de 1999 y en México por Grupo Editorial Vid el 25 de abril de 2008.

## Argumento
La serie sigue a Kajika y Gigi en su viaje para salvar los 10 seres vivos que le faltan para romper su maldición. En su camino se encuentra con Haya, quien es perseguida por un grupo de matones para quitarle un huevo de dragón. Kajika logra vencer a los matones y sacarles la maldad, salvando a Haya, por lo que ella lo convence de que la acompañe a la isla Ronron (ロンロン島 Ronron Tō?) donde habitaban originalmente los dragones, aunque al poco tiempo se hace pasar por enferma y deja a Kajika solo con el huevo. Mientras tanto Gibachi recibe las noticias de sus matones y decide contratar a Isaza.
Isaza logra encontrar a Kajika, pero este derriba su avión antes de poder atacarlo y tiene que seguirlo a pie hasta un pueblo cercano, allí los dos son contactados por Donko, quien les pide grandes sumas de dinero por información de uno al otro, hasta que Isaza encuentra a Kajika de nuevo y se enfrentan, Isaza lo vence y logra robarles el huevo.
Donko decide robar el huevo para ayudar a Kajika, para ello arregla el avión de Isaza y en un momento de descuido le quita el huevo y huyen. Kajika y Donko corren hasta no poder más.  Cuando están descansando el dragón nace, lo alimentan con unas orugas gigantes y el dragón crece rápidamente, pero es herido por un balazo de uno de los hombres de Gibachi que estaba oculto. Isaza, que estaba con Gibachi, ataca a Kajika mientras que Gibachi logra beber la sangre del dragón bebe, lo que lo convierte en un monstruo con un poder inimaginable. Con su nuevo poder, Gibachi ataca a Kajika, pero es detenido por Isaza. Gibachi recuerda que lo primero que quería hacer con el poder del dragón era asesinar al engreído Isaza, por lo que olvida a Kajika y lo ataca.
Haya llega a ayudarlos con el dragón recién nacido, pero los encuentra a él y a Kajika heridos. Kajika logra salvar la vida al dragón con la píldora milagrosa que le habían dado cuando fue expulsado de su aldea, con lo que se rompe la maldición y logra vencer a Gibachi, aunque no lo mata ya que este se estaba convirtiendo más en un dragón, por lo que expulsa su maldad para que el dragón recién nacido tenga compañía.

## Personajes
- Kajika (カジカ?): El protagonista epónimo, es un joven del Clan Kawa con una maldición. De niño fue muy travieso y en una de sus travesuras mató a un zorro sin razón, es por ello que ese zorro lo maldijo, convirtiéndolo en Hombre-Zorro. Para romper esta maldición Kajika debe salvar 1000 seres vivos. Por culpa de esa maldición, fue exiliado de su aldea y comenzó a vagar por el mundo tratando de romper la maldición. Kajika es el nombre de los peces Cottus pollux en Japón.[1][6]

- Gigi (ギギ?): Es el espíritu del zorro asesinado por Kajika y lo acompaña hasta que salve 1000 seres vivos. Al romperse la maldición recupera su cuerpo, pero cansado de seguirle el paso a Kajika le pide a este que le lance una roca, lo cual causa su muerte de nuevo, volviendo a ser un espíritu. Gigi es el nombre de los peces Tachysurus nudiceps en Japón.[1][6]

- Haya (ハヤ?): Es una ladrona profesional que fue encargada para robarle el huevo a Gibachi y devolverlo a la isla Ronron. Haya un pez del género Phoxinus en Japón.[6]

- Isaza (イサザ?): Es otro joven del Clan Kawa, fue exiliado de la aldea junto a su madre por se hijo de un hombre de Rirve (リーバ Rība?). Es, junto con Kajika, uno de los sobrevivientes a la destrucción de su aldea. Isaza es el nombre de los peces Leucopsarion petersi en Japón.[6]

- Donko (ドンコ?): Es un joven embaucador que vende información, es mucho más rápido que una persona normal y puede gritar muy fuerte, atontando a cualquiera que esté cerca. Donko es el nombre de los peces Odontobutis obscura en Japón.

- Gibachi (ギバチ?): Es un hombre adinerado que desea tener más poder, para ello consigue un huevo de dragón, ya que según leyendas si alguien bebe la sangre de un dragón recién nacido obtendrá gran fuerza. Gibachi logra beber la sangre del dragón y se comienza a convertir en un verdadero dragón hasta perder completamente la humanidad, Kajika lo logra vencer y le saca toda la maldad. Gibachi es el nombre de los peces Pseudobagrus tokiensis en Japón.[6]

- Yugoi (ユゴイ?): Es el líder de los matones enviados por Gibachi a recuperar el huevo, es vencido por Kajika, quien también le saca su maldad. Cuando vuelve a informar lo sucedido a Gibachi es asesinado al no ser de utilidad. Yugoi es el nombre de los peces de la familia Kuhliidae en Japón.

## Terminología
- Dragones (竜 Ryū?): En la serie los dragones son una raza en extinción que viven en la isla Ronron.[6] Antes de iniciar el manga los dos últimos dragones vivos mueren en una tormenta, por lo que si algo le sucede al huevo la raza será extinta.[6]

- Clan Kawa (カワ族 Kawazoku?): Es un clan de humanos con habilidades especiales, fueron destruidos por un volcán, quedando como únicos sobrevivientes Kajika e Isaza. Entre sus poderes se encuentran la telequinesis y el sacar la maldad de la gente en forma de Akutama.

- Akutama (悪玉 esfera de maldad?): Es una masa negra que sale de la gente cuando Kajika le saca la maldad. Si alguien la toca absorbe esa maldad a su cuerpo.

## Capítulos
| # | Título                                                       |
| - | ------------------------------------------------------------ |
| 1 | «Kajika el maldito» «Norowareta Kajika» (呪われたカジカ)     |
| 2 | «La ambición de Gibachi» «Gibachi no yabō» (ギバチの野望)    |
| 3 | «Kajika e Isaza» «Kajika to Isaza» (カジカとイサザ)          |
| 4 | «El tercer hombre» «Daisan no otoko» (第３の男)              |
| 5 | «La habilidad de Isaza» «Isaza no Jitsuryoku» (イサザの実力) |
| 6 | «La estrategia de Donko» «Donko no sakusen» (ドンコの作戦)   |

| #  | Título                                                                                         |
| -- | ---------------------------------------------------------------------------------------------- |
| 7  | «La sorpresa de Kajika» «Kajika no shokku» (カジカのショック)                                  |
| 8  | «El poder dracónico de Gibachi» «Gibachi no doragon pawā» (ギバチのドラゴンパワー)             |
| 9  | «¿Se deshará la maldición?» «Tokeru ka!? Noroi» (解けるか！？呪い)                             |
| 10 | «¡Batalla decisiva! Kajika contra Gibachi» «Kessen! Kajika tai Gibachi» (決戦！カジカ対ギバチ) |
| 11 | «La indecisión de Kajika» «Kajika no mayoi» (カジカの迷い)                                     |
| 12 | «El benevolente Kajika» «Yasashii Kajika» (やさしいカジカ)                                     |

## Recepción
Patricia Duffield, columnista de Animerica Extra, afirmó que Kajika regularmente estaba disponible en las librerías japonesas de los Estados Unidos. Describió a Kajika como una historia de aventuras muy entretenida, debido a la escritura fácil de seguir, al estilo cómico de Toriyama, y por poseer "el arte de un maestro de la acción".